# 宁波市五乡中学
宁波市五乡中学是浙江省宁波市鄞州区一所区属普通高级中学，创建于1956年。
1959年3月开始，学校地址在五乡镇蟠龙村内。2000年3月通过了浙江省A级普高督导评估验收。2005年升格为省三级重点高中。2009年9月4日搬迁至位于五乡镇五乡西路329号的新校区。
2000年3月通过了浙江省A级学校评估，2005 年又升格为省三级重点高中，现为省二级重点高中。
学校现有33个教学班，1500余名学生，占地面积100亩,总建筑面积41000平方米，硬件设施一流。学校现有在编教职员工141名，专任教师137名。其中高级教师60人；中级教师52人。取得博士学位1人，硕士学位20人，宁波市名师、骨干教师5人，原鄞州区名师、骨干教师8人。

## 校风校训
勤奋、踏实、文明、健康

## 校树校花
校树：银杏、合欢、香樟
校花：桂花、栀子花、紫荆

## 杰出校友
陈剑平、赵庆章、陈永康、傅开元等